# Arménia no Festival Eurovisão da Canção Júnior
A Arménia estreou-se no Festival Eurovisão da Canção Júnior em 2007. A Televisão Pública Arménia (ARMTV), uma organização membro da União Europeia de Radiodifusão (EBU), tem sido responsável pelo processo de seleção dos seus participantes desde a sua estreia. O primeiro representante da nação a participar do concurso de 2007 foi Arevik com a música "Erazanq" (Երۡۦڡ۶ք), que terminou em segundo lugar entre 17 inscrições participantes, alcançando uma pontuação de 136 pontos.
Desde a sua estreia, a Arménia nunca tinha perdido uma edição do concurso, com exceção de 2020 (devido à guerra de Nagorno-Karabakh em 2020), e venceu duas vezes, em 2010 com a canção "Mama" (ڄֵס״ֵ) de Vladimir Arzumanyan e em 2021 com a música "Qami Qami" (ڔֵֵֵּּּּּּהס״ֵה) de Maléna. O pior resultado até o momento foi alcançado por dois representantes: L.E.V.O.N. no Festival Eurovisão da Canção Júnior 2018 com sua música "L.E.V.O.N" e Karina Ignatyan no Festival Eurovisão da Canção Júnior 2019 com sua música "Colours of Your Dream", ambos ficando em nono lugar. A Armênia sediou o concurso no Complexo Karen Demirchyan em Yerevan em 2011 e novamente em 2022.

## História
A emissora de TV armênia Armenian Public Television (ARMTV) anunciou em 21 de maio de 2007 a sua estreia na Eurovisão Júnior 2007 em Roterdã, Holanda, em 8 de dezembro de 2007. A ARMTV escolheu Arevik como seu debut com a música "Erazanq" ( em armênio/arménio:  Երազանք   ). No sorteio da Eurovisão 2007, a Armênia ficou em terceiro lugar, depois da Bélgica e do Chipre, terminando em segundo lugar, com 136 pontos.
Após o seu sucesso de estreia, a Arménia continuou a participar no Festival Eurovisão da Canção Júnior, terminando em terceiro lugar em duas ocasiões (2012 e 2014), terminando em quatro concursos ( 2007, 2009, 2015 e 2016 ) e alcançando o seu primeira vitória no Festival Eurovisão da Canção Júnior 2010 com a música " Mama ", realizado por Vladimir Arzumanyan atingir 120 pontos.
A Armênia foi o país anfitrião do Festival Eurovisão da Canção Júnior 2011, que aconteceu no dia 3 de dezembro no Karen Demirchyan Sports and Concerts Complex, localizado na capital armênia, Yerevan . Foi a primeira vez na história do Festival Eurovisão da Canção Júnior que o concurso foi realizado no país vencedor do ano anterior. A ARMTV foi a principal organizadora do programa, sendo fornecida ajuda financeira da EBU, feita com taxas de entrada das emissoras participantes, enquanto a empresa sueca HD Resources ajudou com o lado técnico da produção.
A emissora armênia anunciou em 21 de julho de 2016, que eles participavam no concurso realizado em Valletta, Malta, no dia 20 de novembro de 2016. A ARMTV anunciou no dia 10 de agosto de 2016 que eles haviam selecionado internamente Anahit Adamyan e Mary Vardanyan para representá-los no concurso, cantando a música "Tarber", que se traduz como Diferente.A musica ficou em segundo lugar com 232 pontos, depois da Geórgia, derrotado apenas por 7 pontos.
Em 26 de fevereiro de 2018, a ARMTV revelou que a sua 12ª entrada na Eurovisão Junior seria selecionada usando Depi Mankakan Evratesil .
Apesar de estar incluído na lista final de países participantes, A Armênia retirou-se da competição de 2020 em novembro de 2020 devido à guerra em curso em Nagorno-Karabakh. Mais tarde foi revelado que Maléna havia sido selecionada internamente para representar a Armênia com a música "Why". Com a guerra de Nagorno-Karabakh terminando em 10 de novembro, o chefe da delegação da Armênia, David Tserunyan, escreveu no Instagram que o país “voltará mais forte do que nunca”.
Em 2 de setembro de 2021, foi confirmado pela EBU que a Armênia retornaria à competição de 2021 na França. A Armênia selecionou novamente Maléna, que acabou vencendo a disputa com 224 pontos.
Foi confirmado em 21 de dezembro de 2021 que a Armênia sediaria o Festival Eurovisão da Canção Júnior 2022.A Armênia foi representada por Nare com a música "Dance!", que terminou em segundo lugar com 180 pontos. Em 2023, a Armênia foi representada por Yan Girls e pela música "Do It My Way", que terminou em terceiro lugar entre dezesseis participantes com 180 pontos.

## Idiomas a concurso
| Idioma           | Vezes |
| ---------------- | ----- |
| Arménio & Inglês | 11    |
| Arménio          | 5     |

## Participação
Legenda
     Vencedor
     2.º lugar
     3.º lugar
     Pontuação Nula ("Null Points")/Último Lugar
     Melhor classificação (fora do top 3)
     Qualificação para a final (fora do top 3)
     País-anfitrião
     Desclassificado
| #   | Ano             | Artista             | Língua           | Canção | Tradução                                                                       | Lugar          | Pontos         |
| --- | --------------- | ------------------- | ---------------- | --- | ------------------------------------------------------------------------------ | -------------- | -------------- |
| 1º  | Roterdão 2007   | Arevik              | Arménio          | "Erazanq" (Երազանք) C:Meri Mnjoyan L:Monica Manucharova                                                                 | Sonho                                                                          | 2º             | 136            |
| 2º  | Limassol 2008   | Monika Manucharova  | Arménio          | "Im ergi hnchyune" (Իմ երգի հնչյունը) C:Luc Standaert L:Mirek Coutigny, Matthieu Renier, Eva Storme & Laurens Platteeuw | Sons da Minha Música                                                           | 8º             | 59             |
| 3º  | Kiev 2009       | Luara Hayrapetyan   | Arménio          | "Barcelona" (Բարսելոնա) C & L:Luara Hayrapetyan                                                                         | "Barcelona" (Բարսելոնա) C & L:Luara Hayrapetyan                                | 2º             | 116            |
| 4º  | Minsk 2010      | Vladimir Arzumanyan | Arménio          | "Mama" (Մամա) C & L:Vladimir Arzumanyan                                                                                 | Mãe                                                                            | 1º             | 120            |
| 5º  | Erevã 2011      | Dalita              | Arménio & Inglês | "Welcome to Armenia" C & L:Dalita                                                                                       | Bem-vindos à Arménia                                                           | 5º             | 85             |
| 6º  | Amesterdão 2012 | Compass Band        | Arménio & Inglês | "Sweetie Baby" C & L:David Paronikyan                                                                                   | Querida Bebé                                                                   | 3º             | 98             |
| 7º  | Kiev 2013       | Monica Avanesyan    | Arménio & Inglês | "Choco-Factory" C & L:Monika Avanesyan, Emma Asatryan                                                                   | Fábrica de chocolate                                                           | 6º             | 69             |
| 8º  | Marsa 2014      | Betty               | Arménio & Inglês | "People of the Sun" C & L:Betty, Avet Barseghyan                                                                        | Pessoas do Sol                                                                 | 3º             | 146            |
| 9º  | Sófia 2015      | Mika                | Arménio & Inglês | "Love" C & L:Avet Barseghyan , Michael Varosyan                                                                         | Amor                                                                           | 2º             | 176            |
| 10º | Valeta 2016     | Anahit & Mary       | Arménio & Inglês | "Tarber" (Տարբեր) C:Avet Barseghyan L:Nick Egibyan                                                                      | Diferente                                                                      | 2º             | 232            |
| 11º | Tbilisi 2017    | Misha               | Arménio & Inglês | "Boomerang" C:Avet Barseghyan, David Tserunyan, Artur Aghek L:Vahram Petrosyan                                          | "Boomerang" C:Avet Barseghyan, David Tserunyan, Artur Aghek L:Vahram Petrosyan | 6º             | 148            |
| 12º | Minsk 2018      | L.E.V.O.N.          | Arménio          | "L.E.V.O.N." C & L:Artem Valter                                                                                         | "L.E.V.O.N." C & L:Artem Valter                                                | 9º             | 125            |
| 13º | Gliwice 2019    | Karina Ignatyan     | Arménio & Inglês | "Colours of Your Dream" C:Avet Barseghyan, Margarita Doroshevich L:Taras Demchuk                                        | As Cores dos Teus Sonhos                                                       | 9º             | 115            |
|     | Varsóvia 2020   | Maléna              | Arménio & Inglês | "Why" C:tokionine L: Khanzadian, David Tserunyan, tokio9                                                                | Porquê                                                                         | Não participou | Não participou |
| 14º | Paris 2021      | Maléna              | Arménio & Inglês | "Qami Qami" (Քամի Քամի) C:tokionine L:Vahram Petrosyan, tokionine, Maléna, David Tserunyan                              | Vento Vento                                                                    | 1°             | 224            |
| 15º | Erevã 2022      | Nare                | Arménio & Inglês | "Dance!" C:Grigor Kyokchyan L:Grigor Kyokchyan, Nick Egibyan                                                            | Dança                                                                          | 2º             | 180            |
| 16º | Nice 2023       | Yan Girls           | Arménio & Inglês | "Do It My Way" C:tokionine L:Maléna and Vahram Petrosyan                                                                | Faça do meu jeito                                                              | 3º             | 180            |
| 17º | Madrid 2024     |                     |                  | |                                                                                |                |                |

## Comentadores e porta-vozes
| Ano  | Comentador                             | Porta-voz          | Ref                  |
| ---- | -------------------------------------- | ------------------ | -------------------- |
| 2007 | Gohar Gasparyan                        | Ani Sahakyan       | [ 20 ] [ 21 ] [ 22 ] |
| 2008 | Gohar Gasparyan                        | Mari Sahakyan      | [ 23 ]               |
| 2009 | Gohar Gasparyan                        | Razmik Arghajanyan | [ 24 ]               |
| 2010 | Gohar Gasparyan e Artak Vandanyan      | Nadia Sargsyan     | [ 25 ]               |
| 2011 | Artak Vardanyan e Marianna Javakhyan   | Razmik Arghajanyan | [ 26 ]               |
| 2012 | Gohar Gasparyan                        | Mika               | [ 27 ]               |
| 2013 | Dalita e Vahe Khanamiryan              | David Vardanyan    | [ 28 ]               |
| 2014 | Avet Barseghyan                        | Monica Avanesyan   | [ 29 ]               |
| 2015 | Avet Barseghyan                        | Betty              | [ 30 ] [ 31 ]        |
| 2016 | Avet Barseghyan                        | Mika               | [ 32 ] [ 33 ]        |
| 2017 | Gohar Gasparyan                        | Lilit Tokhatyan    | [ 34 ] [ 35 ]        |
| 2018 | Mika e Dalita                          | Vardan Margaryan   | [ 36 ]               |
| 2019 | Avet Barseghyan and Mane Grigoryan     | Erik Antonyan      | [ 37 ]               |
| 2020 | Sem transmissão                        | Não participou     | N/A                  |
| 2021 | Arman Margaryan and Hrachuhi Utmazyan  | Karina Ignatyan    | [ 38 ] [ 39 ]        |
| 2022 | Hamlet Arakelyan and Hrachuhi Utmazyan | Maléna             | [ 40 ]               |
| 2023 | Hamlet Arakelyan and Hrachuhi Utmazyan | Lino Mercier       | [ 41 ]               |

## Edições realizadas na Armênia
| Ano  | Localização | Local                     | Apresentadores                                   | Ref    |
| ---- | ----------- | ------------------------- | ------------------------------------------------ | ------ |
| 2011 | Yerevan     | Complexo Karen Demirchyan | Gohar Gasparyan e Avet Barseghyan                | [ 42 ] |
| 2022 | Yerevan     | Complexo Karen Demirchyan | Iveta Mukuchyan, Garik Papoyan e Karina Ignatyan | [ 43 ] |